# Azati Jrambar
Azati Jrambar är en reservoar i Armenien.   Den ligger i provinsen Ararat, i den centrala delen av landet, 15 kilometer sydost om huvudstaden Jerevan. Azati Jrambar ligger 1 025 meter över havet. Arean är 0,73 kvadratkilometer.  Den sträcker sig 0,9 kilometer i nord-sydlig riktning, och 1,7 kilometer i öst-västlig riktning.
Trakten runt Azati Jrambar består i huvudsak av gräsmarker. Runt Azati Jrambar är det ganska tätbefolkat, med 155 invånare per kvadratkilometer.